# Џ
A Џ/џ a szerb ábécé cirill írásmódjának az utolsó előtti betűje. A magyar nyelvben a dzs felelne meg neki. Nem szláv betű, hanem a török és a magyar eredetű szavak (pl. zsák – szerbül џак) leírásának megkönnyítésére jött létre. A szerb latin írásban a dž a párja.